# Disparoplana dubia
Disparoplana dubia is een platworm (Platyhelminthes). De worm is tweeslachtig. De soort leeft in het zoute water.
Het geslacht Disparoplana, waarin de platworm wordt geplaatst, wordt tot de familie Planoceridae gerekend. De wetenschappelijke naam van de soort werd voor het eerst geldig gepubliceerd in 1903 door Laidlaw.